# Храм Артеміди (Керкіра)
Храм Артеміди — древній грецький храм на острові Керкіра (Корфу), Греція, побудований приблизно в 580 році до нашої ери в древньому місті Керкіра (або Корцира). Він знайдений на території монастиря Святого Теодора, який знаходиться в передмісті Гаріці. Храм був присвячений Артеміді. Він відомий як перший доричний храм, побудований виключно з каменю. Вважається також першою спорудою, що містила всі елементи доричного архітектурного стилю. Збереглося дуже мало грецьких храмових рельєфів античного періоду, а великі фрагменти групи з фронтону є найраннішими елементами, які збереглися донині.

## Розкопки

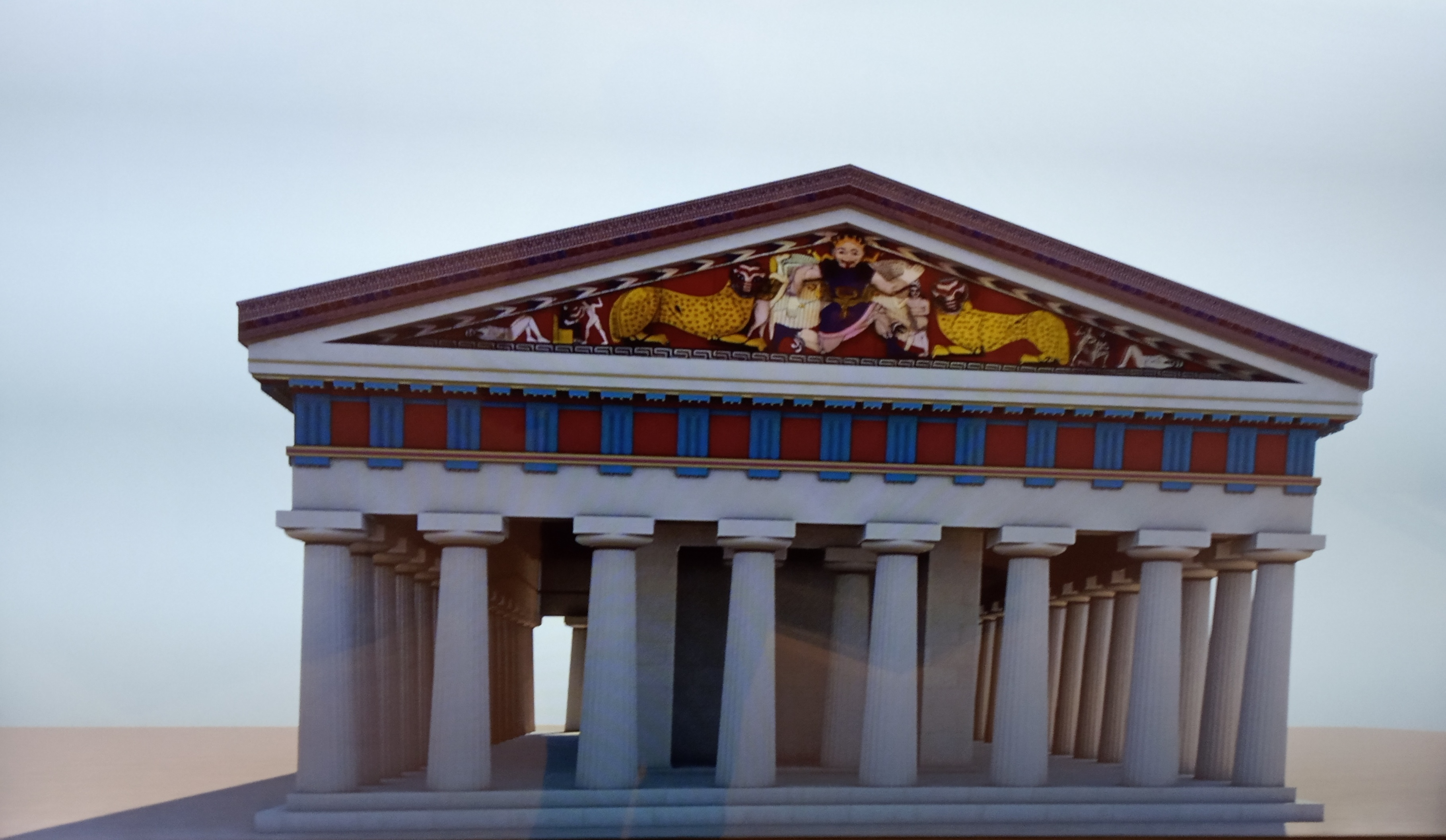
Храм Артеміди (реконструкція)

Руїни були знайдені під час Наполеонівських воєн солдатами французького генерала Франсуа-Ксав'є Донзелота, коли вони копали траншеї. У кайзера Вільгельма II була «одержимість на все життя» скульптурою Горгони, що пояснюється його відвідуванням семінарів з грецької археології, перебуваючи в Боннському університеті. Семінари проводив археолог Райнхард Кекуле фон Страдоніц, який згодом став радником кайзера.
У 1911 році кайзер разом із грецьким археологом Федеріко Версакісом від імені Грецького археологічного товариства та відомим німецьким археологом Вільгельмом Дорпфельдом від імені Німецького археологічного інституту розпочали розкопки в храмі Артеміди на Корфу. Діяльність кайзера на Корфу в той час стосувалася як політичних, так і археологічних питань. Розкопки передбачали політичний маневр завдяки протистоянню між двома основними археологами, які здійснювали розкопки.

## Архітектура
Храм був прямокутною спорудою, шириною 23,46 м (77,0 футів) і довжиною 49 м (161 футів) із орієнтацією на схід, щоб світло могло потрапити у внутрішні частини храму на сході сонця. Це був один з найбільших храмів свого часу.
Метопа храму, ймовірно, була прикрашена, оскільки були знайдені залишки барельєфів із зображенням Ахілла та Мемнона. Храм описаний як віха давньогрецької архітектури та один із 150 шедеврів західної архітектури. Архітектура храму на Корфу, можливо, вплинула на розробку споруди святилища, знайденої в Італії, поблизу Тибра в Стародавньому Римі, за часів етрусків, яка містить подібні елементи дизайну. Кайзер Вільгельм II, відпочиваючи у своєму літньому палаці Ахіллеон на Корфу та в той час, коли Європа готувалася до війни, долучився до розкопок на місці стародавнього храму. Храм Артеміди розташовувався приблизно 700 м на північний захід від храму Гери в Палополісі. Масивний вівтар святилища був прямокутний і розташовувався перед храмом. Його розміри складали 2,7 м шириною і 25 м довжиною та лише 8 м її північної частини залишилось до цього часу. Решта вівтаря була використана як фундамент монастиря Святого Федора.

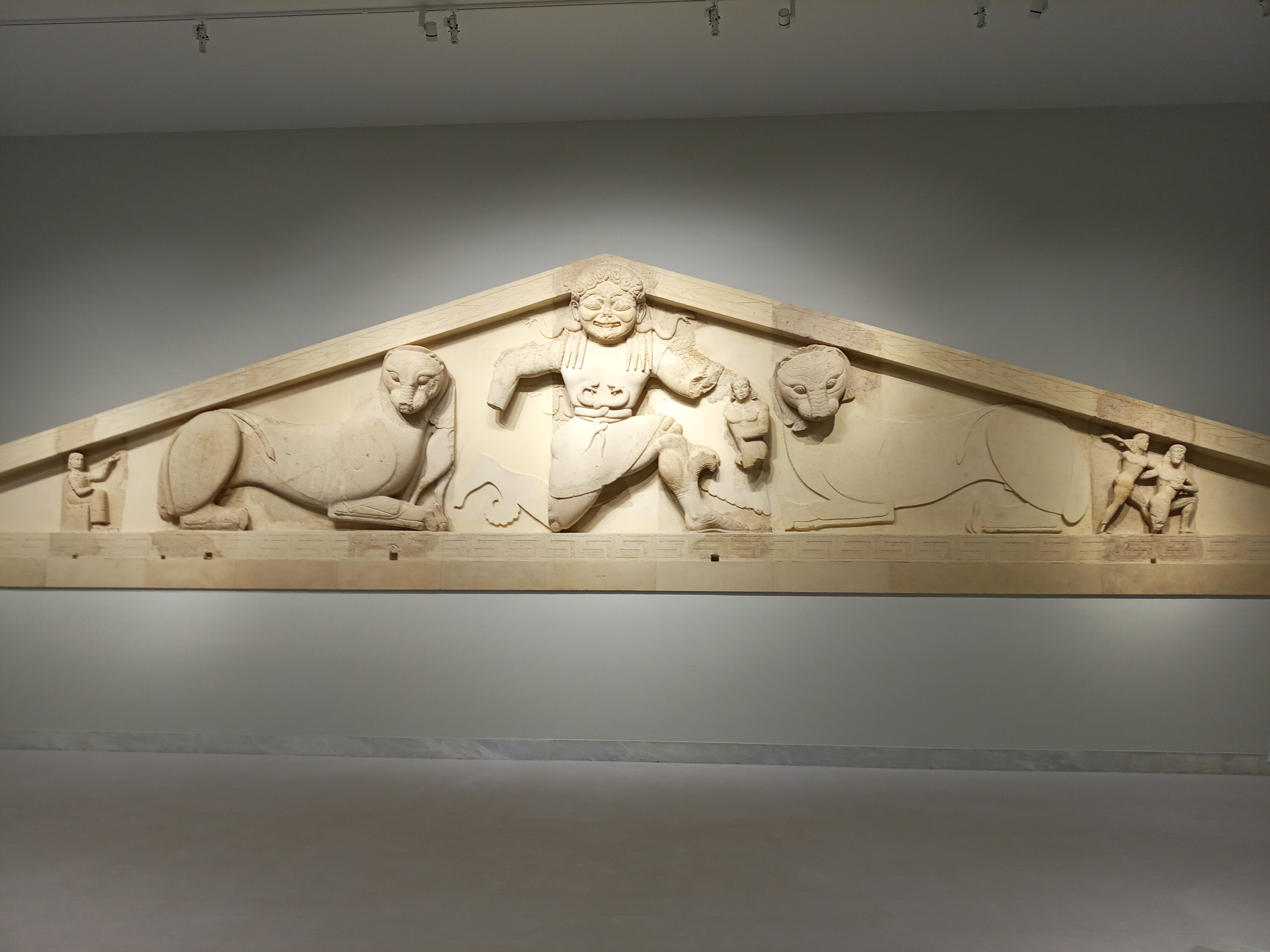
Фронтон

По периметру будівлі розташовувалась колонада, яка складалася з двох рядів по вісім колон кожен для передньої та задньої частини будівлі, в той час, як сторони підтримувались двома рядами по сімнадцять колон у кожній.
У центрі храму було прямокутне внутрішнє приміщення завширшки 9,4 м і довжиною 34,4 м (113 футів), яке було розділене на три частини двома колонадами, що складалися з десяти колон у кожній. Храм Артеміди на Корфу та Парфенон — єдині грецькі храми з вісьмома колонами між антами.
Зовнішня колонада з восьми на сімнадцять стовпців, яку також називали перистилем, була на такій відстані від внутрішньої камери, яка дозволяла додати додаткові колонади у внутрішньому приміщенні храму. Однак у храмі немає цієї внутрішньої колонади з економічних міркувань. Така конфігурація однієї колонади називається псевдодиптеральною. Храм Артеміди на Корфу — найдавніший відомий зразок цього архітектурного стилю.
На передній і задній частині храму були два фронтони, з яких лише західний зберігається в хорошому стані, а від східного залишились лише фрагменти. Фронтони прикрашали міфічні фігури, що значно виступали над його поверхнею. Це перший відомий приклад прикрашеного фронтону в Греції. Обидва фронтони висотою 9 футів 4 дюйми у центрі були оздоблені однаково, з виступаючим зображенням Медузи Горгони висотою понад 9 футів. Скульптури, закладені в цих фронтонах, вважаються першими істотними зразками грецької скульптури на доричній споруді. Західний фронтон разом з іншими архітектурними фрагментами експонується в Археологічному музеї Керкіри. Фронтон був описаний Нью-Йорк таймс як «найкращий зразок античної храмової скульптури».

## Деталі фронтону
На фронтоні зображена Медуза у стилізованому вигляді; її ноги розташовані у конфігурації, що передбачає обертання, що в свою чергу вказує на рух або політ особливо зважаючи на крила Медузи. Медуза одягнена в коротку спідницю, яка дозволяє вільно рухатись втікаючи від Персея. Її ноги розташовано у так званому «положенні Кнілеуфа», що стилістично нагадує свастику.

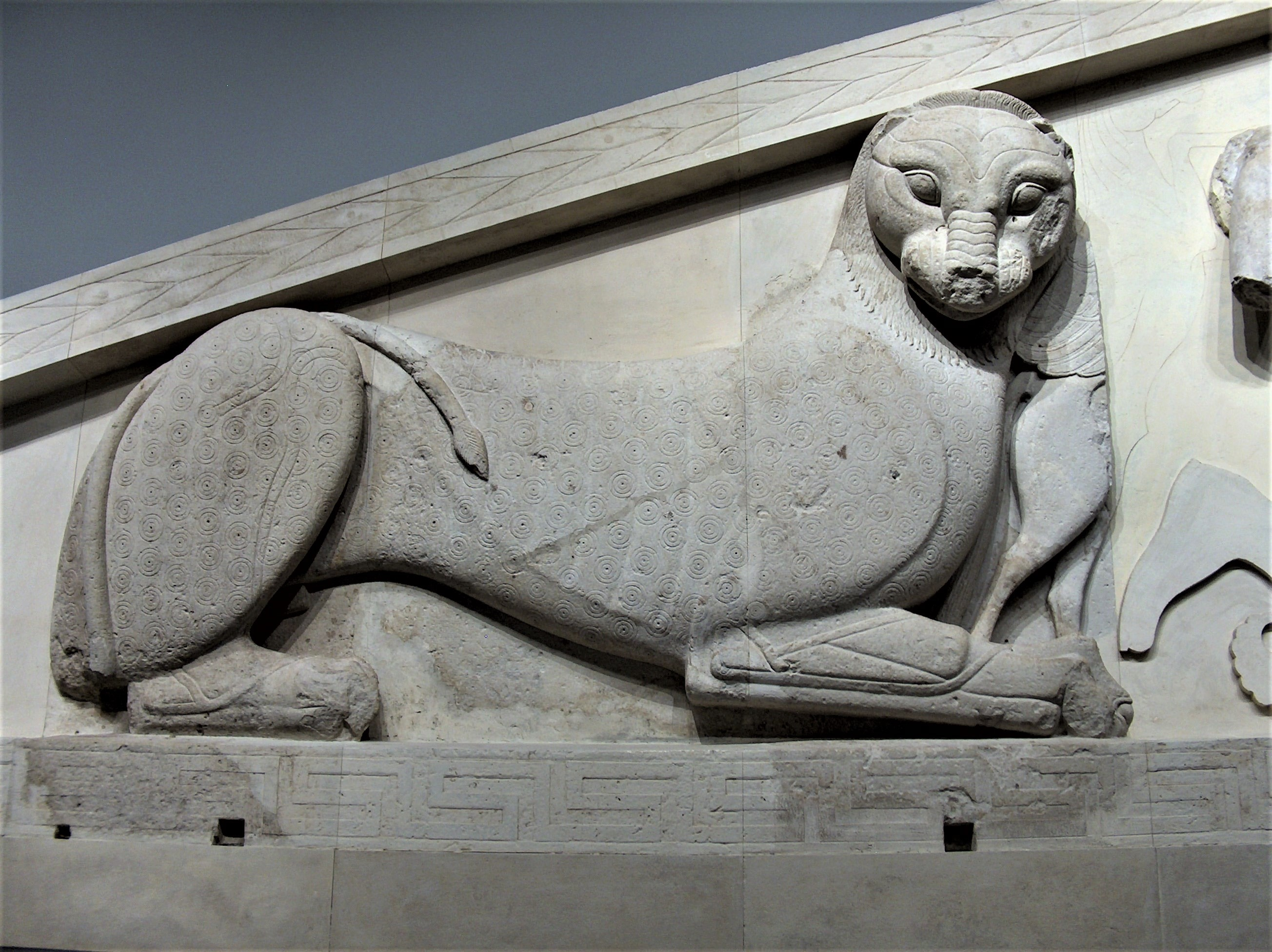
Пантера

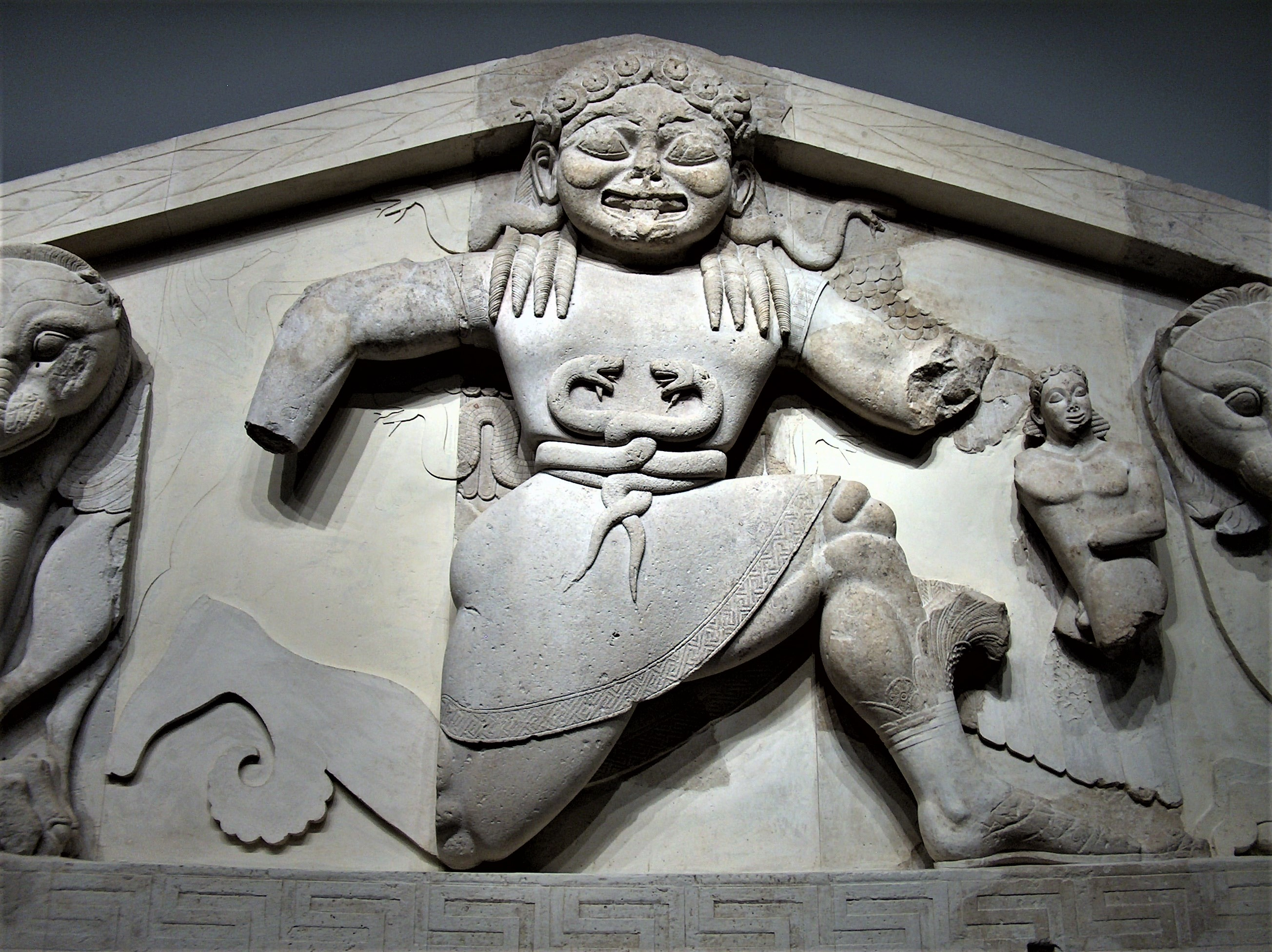
Медуза Горгона

Горгона опоясена поясом з переплетених змій. Пояс є символом родючості, який традиційно асоціюється з сексуальністю та репродуктивною функцією жінки. Однак присутність змій додає демонічності та елементу небезпеки. Ще дві змії звисають з її шиї. Фігура Медузи дуже нагадує зображення «Володанів тварин» («Mistress of Animals»), які були віднайдені на Близькому Сході, а також нагадує месопотамську демонічність Ламашту, яка була еквівалентом грецького божества Ламії.
Її діти, Пегас і Хрісаор, — по сусідству з нею, незважаючи на те, що вони народилися після її смерті. Обличчя Медузи відразливе і демонструє злу «архаїчну усмішку». Пантери, поруч з Медузою з кожного боку, служать охоронцями храму, і вони дивляться назовні, ніби візуально оглядаються навкруги. Менший розмір леопардів-охоронців порівняно з огородженням фронтону та їх виступаючи рельєф над площею фронтону свідчить про те, що архаїчний скульптор бажав відсторонити тварин від їх оточення.

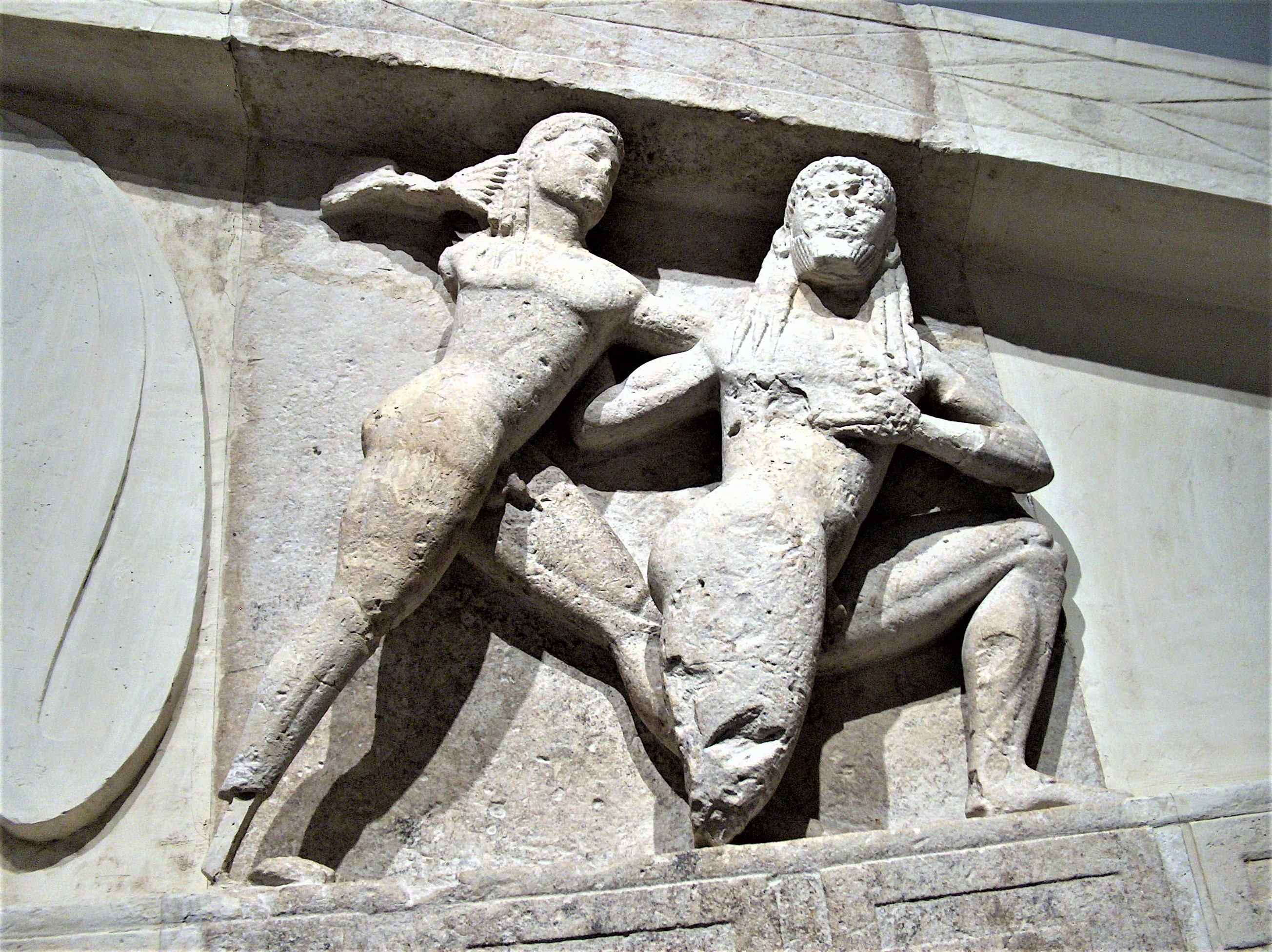
Частина фронтону

Голова фігури Медузи стикається з обрисом фронтону і викликає страхітливий ефект. Також висловлено припущення, що оскільки Артеміду незвично зображувати на фронтоні її власного храму, Медуза може представляти хтонічну чи демонічну сторону Артеміди, оскільки обидві сутності були покровителями тварин. Функція фігур Медузи та пантери вважається апотропічною, тобто їх функція полягала в тому, щоб утримувати зло та не допускати його до храму. За леопардом зліва лежить сидяча фігура. На цю фігуру нападає інша фігура із списом (не збереглась). Позаду сидячої фігури, ліворуч, лежить бородата фігура загиблого воїна, повернута назовні від фронтону.
За леопардом праворуч зображені дві фігури. Вважається, що найближчим до леопардової фігури стоїть Зевс, який зображений частково в профіль, та спрямовує блискавку в бік іншої фігури (бородатий мужчина на колінах) в зовнішню сторну фронтону. Праворуч від цих фігур, як вважається, була фігура загиблого воїна.
Є підстави припускати, що сидяча фігура — це Рея, або Кронос, і в цьому випадку сцени, зображені праворуч і ліворуч від леопардів, можуть зобразити «Титаномахію», битву між богами та титанами, що схоже на те, оскільки Зевс забражений молодим (без бороди), а в такому образі його зображення є рідкими. Є також аргументи вважати, що сидяча фігура демонструє, що король Трої Пріам був убитий грецьким героєм Неоптолемом і що сцена зліва навіяна Троянською війною. Якщо це так, то у фронтоні присутні дві теми: Троянська ійна та Титаномахія — битва між богами та велетнями.
Оскільки ці фігури не пов'язані з легендою про Медузу, вважається, що апотропічна функція храмових символів, таких як Медуза та пантери, як символи-хранителі храму, починає замінюватися ідеєю використання фігур та тем з міфічних оповідань як прикраса храму. Декоративна функція з часом переважила над апотропічною.